# Arrêt van Duyn
L'arrêt rendu le 4 décembre 1974 dans l'affaire Yvonne van Duyn c/ Home Office (ou plus simplement Arrêt van Duyn, affaire 41/74) par la Cour de justice des Communautés européennes (CJCE) est l'une des bases de la jurisprudence du droit communautaire. Cet arrêt, qui s'inscrit dans la continuité de l'Arrêt van Gend en Loos, consacre l'effet direct d'un article du traité et, surtout, de la disposition d'une directive non transposée.

## Faits
Yvonne Van Duyn, ressortissante néerlandaise, n'est pas autorisée à exercer le métier de secrétaire pour l'Église de Scientologie au Royaume-Uni, du fait de l'interdiction pour un étranger de travailler pour une organisation considérée comme un danger social.
Dans le cadre d'un renvoi préjudiciel, la High Court of Justice saisit la CJCE au sujet de l'applicabilité directe de l'article 45 TFUE (relatif à la libre circulation des travailleurs) et de la directive 64/221 en date du 25 février 1964.

## Effet direct de l'article 45 TFUE
Cet article impose aux États membres une obligation précise qui ne nécessite l'intervention d'aucun acte et ne laisse aucune faculté d'appréciation pour son application, ni aux États membres, ni aux institutions communautaires. Par conséquent cette disposition a bien un effet direct.

## Effet direct des directives
Si le délai de transposition d'une directive dans le droit interne est expiré, l'État est en situation de manquement vis-à-vis de ses engagements. Dans une volonté de sanctionner le comportement de l'État défaillant, la CJCE adopte la jurisprudence suivante, particulièrement audacieuse.
Les directives sont susceptibles d'avoir, tout comme les règlements, un effet direct, particulièrement lorsqu'elles obligent les États membres à adopter un comportement déterminé. L'effet direct d'une directive s'examine dans chaque cas, selon "la nature, l'économie et les termes de la disposition en cause". 
Un particulier est donc en mesure d'invoquer contre l'État certaines dispositions de la directive. L'arrêt "Ratti" de 1979 précise que sont d'effet direct les obligations "inconditionnelles et suffisamment précises" des directives non transposées dans les délais impartis.
Limites à l'effet direct:
- un effet direct uniquement vertical: seul un particulier peut l'invoquer à l'encontre d'un État (voir arrêt Marshall du 26 février 1986);
- un effet direct uniquement unilatéral: l'État fautif ne peut l'invoquer à l'encontre d'un particulier; (pas d'effet vertical inversé)
- un effet direct uniquement ascendant: on ne peut aggraver ou créer des obligations nées d'une directive non transposée.

## Compléments